# Boudouyssou

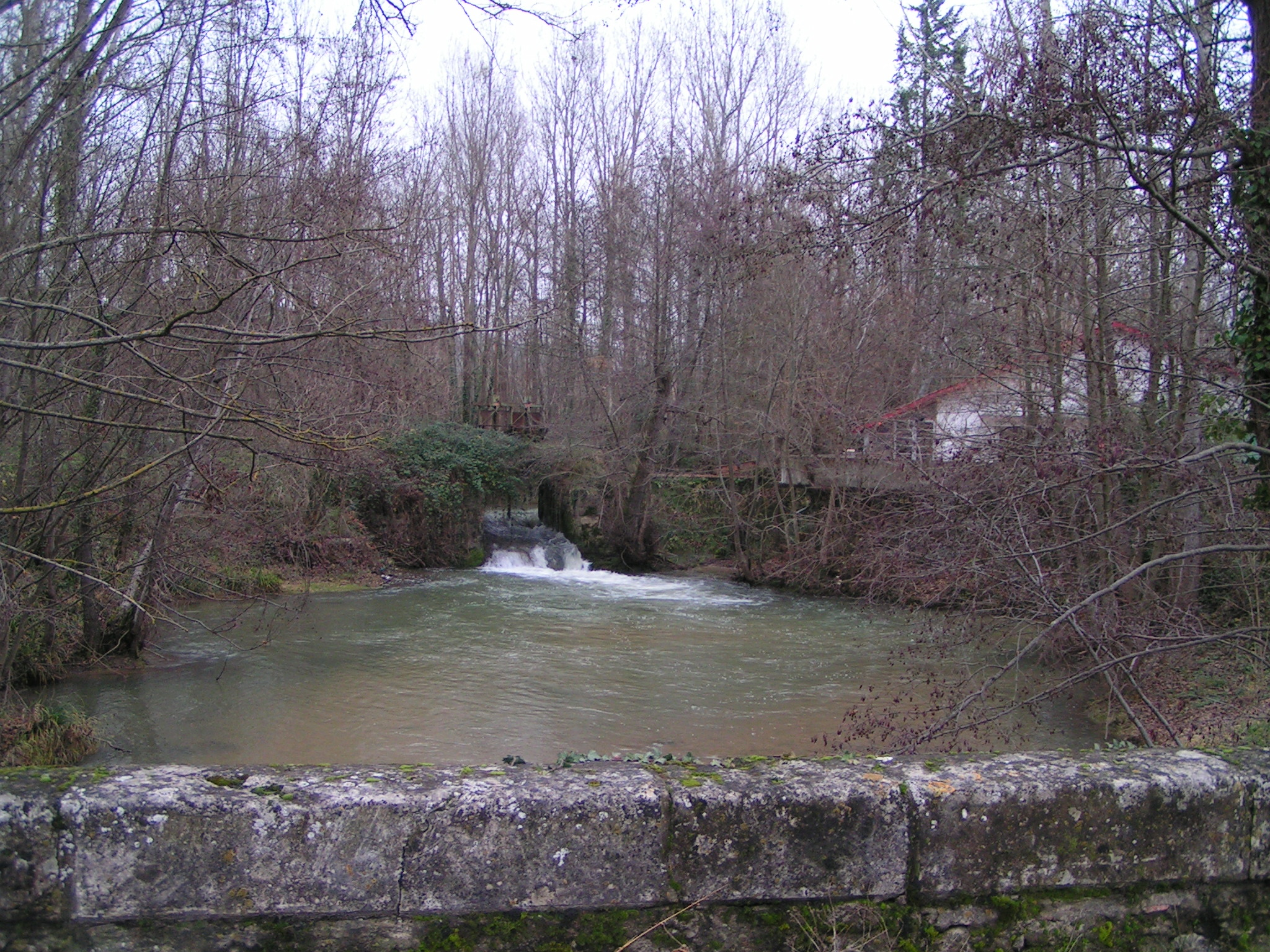
Le Boudouyssou au moulin de Dausse

Le Boudouyssou est une  rivière du sud-ouest de la France qui coule dans les départements du Lot, de Tarn-et-Garonne et de  Lot-et-Garonne. C'est un affluent du Lot, donc un sous-affluent de la Garonne.

## Géographie
De 32 km de longueur, le Boudouyssou prend sa source dans le département du Lot commune de Belmontet et se jette dans le Lot dans le département de Lot-et-Garonne à la hauteur de la commune de Penne-d'Agenais.
Le Boudouyssou est une rivière classée natura 2000 pour l'habitat du Vison d'Europe. C'est un cours d'eau non domanial.
Son alimentation pluviale, explique les sautes de son débit, les crues brutales lors d'orages.
Une structure intercommunale, le Syndicat d'aménagement du Boudouyssou et de la Tancanne, réalise des travaux d'intérêt général autour de ce cours d'eau.

## Départements et principales communes traversées
- Lot : Belmontet
- Tarn-et-Garonne  : Montaigu-de-Quercy
- Lot-et-Garonne : Tournon-d'Agenais, Dausse, Penne-d'Agenais.

## Principaux affluents
- Le Vigor, 5,3 km
- La Vergnote, 3,9 km
- La Rivièrette, 20,2 km
- Ruisseau de Ressegayre, 6,5 km
- Ruisseau de Saint-Léger, 6,5 km
- Le Merlet, 6,4 km
- la Tancanne, 19 km

## Hydrologie
Le débit du Boudouyssou a été observé durant quatre ans (1971-1975), à Penne-d'Agenais, localité du département de Lot-et-Garonne proche de son confluent avec le Lot. La surface ainsi étudiée est de 248 km2, ce qui correspond à la quasi-totalité du bassin versant du cours d'eau.
Le module de la rivière à Penne-d'Agenais est de 1,16 mètre cube par seconde.
Le Boudouyssou est une rivière de plaine du bassin aquitain au régime très irrégulier. Il présente des fluctuations saisonnières de débit importantes. Les hautes eaux se déroulent en fin d'hiver et au début du printemps, et se caractérisent par des débits mensuels moyens allant de 1,40 à 3,80 m3/s, de janvier à avril inclus (avec un maximum en février). Les basses eaux ont lieu de juillet à octobre, entraînant une baisse du débit mensuel moyen avec un plancher de 0,070 m3/s au mois d'août (70 l/s), ce qui est fort bas mais correspond au profil de la plupart des cours d'eau de plaine du bassin aquitain central.
Les crues sont parfois assez importantes. La série des QIX n'a jamais été calculée étant donné la trop faible durée d'observation des débits de la rivière.
Le débit journalier maximal enregistré à Penne-d'Agenais a été de 17,50 m3/s le 25 février 1973. Une crue violente du Boudouyssou en juillet 1977, causée par des précipitations intenses a inondé une grande partie de sa vallée et noyé cinq personnes ainsi que de nombreux animaux – épisode parmi d'autres des meurtrières Inondations de 1977 en Gascogne .
Le Boudouyssou est une rivière fort peu abondante. La lame d'eau écoulée dans son bassin versant est de 148 millimètres annuellement, ce qui constitue moins de la moitié de la moyenne d'ensemble de la France (plus ou moins 320 millimètres). C'est aussi largement inférieur à la moyenne du bassin de la Garonne (384 millimètres au Mas-d'Agenais) comme du bassin du Lot (446 millimètres). Le débit spécifique (ou Qsp) atteint 4,68 litres par seconde et par kilomètre carré de bassin.